# Antoni Adam Piotrowski
Antoni Adam Piotrowski (ur. 7 września 1853 w Nietulisku Dużym, zm. 12 grudnia 1924 w Warszawie) – polski malarz, rysownik, ilustrator oraz poeta, twórca bajek dla dzieci. Był współzałożycielem Towarzystwa Artystów Polskich „Sztuka” i członkiem Towarzystwa Zachęty Sztuk Pięknych, redaktor i wydawca tygodnika Wieś Polska (1906).
W ciągu życia zilustrował ponad tysiąc książek, 3 tysiące artykułów oraz ponad 500 czasopism. Namalował prawie 3,5 tysiąca obrazów.

## Życiorys

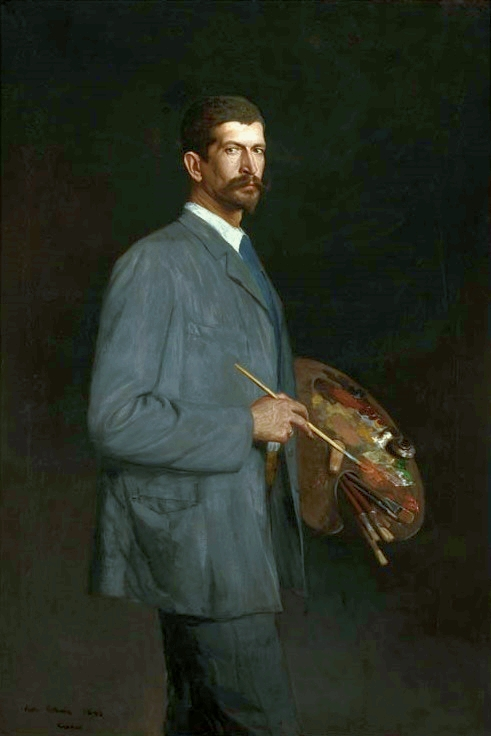
Autoportet artysty

Był jednym z synów Wincentego i Marianny Zabierzewskich. Ojciec artysty był urzędnikiem w walcowni żelaza w Nietulisku (ur. około 1804). Pradziadek malarza był herbu Junosza. Pierwsze obrazy zaczął tworzyć jako dziesięciolatek. W 1874 roku odbyła się pierwsza wystawa prac Antoniego Piotrowskiego w gmachu Towarzystwa Zachęty Sztuk Pięknych w Warszawie. Od 1875 był rysownikiem Tygodnika Ilustrowanego.
Piotrowski uczył się malarstwa u Wojciecha Gersona, w 1875 roku  wyjechał jako stypendysta na studia do Monachium (w końcu października 1875 r. zgłosił się do Akademii Sztuk Pięknych – Naturklasse). Edukował się tam do 1877 pod kierunkiem Wilhelma Lindenschmita. W roku ukończenia studiów został uczniem Jana Matejki w Szkole Sztuk Pięknych w Krakowie (od 1777 do 1779). W latach 1879−1884 przebywał w Paryżu.
W 1885 roku wyjechał do Bułgarii jako korespondent i rysownik brytyjskich czasopism The Graphic London News i The Illustrated London News oraz francuskich Illustration i Le Monde illustré.

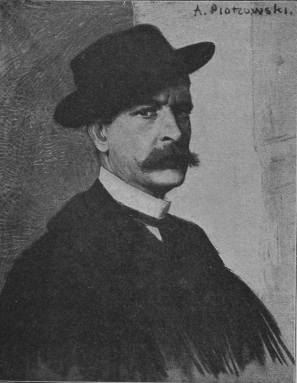
Autoportret zamieszczony w tygodniku „Świat”

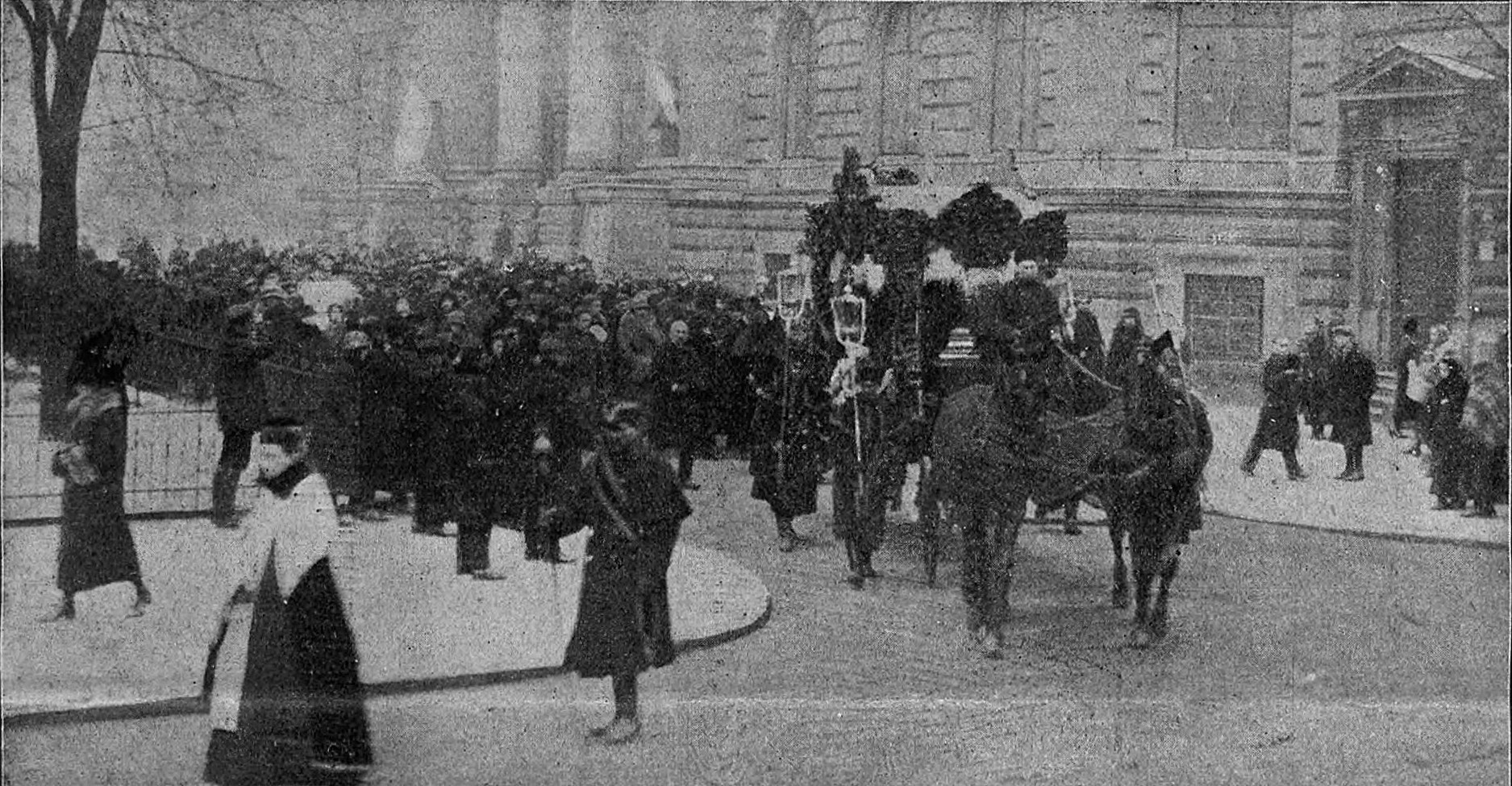
Pogrzeb Antoniego Piotrowskiego ruszający sprzed gmachu Zachęty

Brał udział jako ochotnik w wojnie serbsko-bułgarskiej (1885−1886), będąc odznaczony bułgarskim Orderem Św. Aleksandra II klasy, Orderem Waleczności i Medalem Wojskowym. Dziewięć obrazów i wszystkie rysunki z wojny zostały zakupione przez rząd bułgarski. Na zamówienie księcia Ferdynanda namalował jego portret, za co został odznaczony Krzyżem Komandorskim Orderu Zasługi Cywilnej. Jego cykl obrazów z czasów tej wojny został zakupiony przez cara Battenberga do Muzeum w Sofji.
W 1900 roku osiadł w Warszawie. Pracował wówczas m.in. dla pisma „Daily Graphic”, dzięki któremu służbowo wyjeżdżał m.in. do Serbii. W Warszawie założył „tygodnik dla wsi z rycinami” Wieś Polska. Do dziś zachowało się pierwsze 5 wydań: od 22 września do 16 października 1906 roku. Pierwsze zamiary założenia tygodnika ilustrowanego artysta miał już w 1885, jednak przez nieopłacalność inicjatywy zrezygnował z pomysłu.
Zmarł w 1925 roku w Warszawie; został pochowany na Cmentarzu Powązkowskim (kwat. 226). W 1925 roku odbyła się pośmiertna wystawa jego prac w „Zachęcie”.

## Życie prywatne
Adam Piotrowski ożenił się z Marią Plirabelką 12 października 1879 roku w Krakowie, miał dwóch synów (urodzeni 1880 i 1882).

## Najważniejsze prace
Do ważniejszych prac należą:
- cykl obrazów z wojny serbsko-bułgarskiej
- cykl rysunków z wojny grecko-tureckiej
- Egzekucja powstańca (1885)
- Rzeź w Bataku (1889)
- Bezdomna (1896)
- Wiosna (1902)
- Intencja (1912)
- obrazy fantastyczno-symboliczne, np. (ok. 1900)[2]:
  - Nimfy i satyry
  - Idylla pasterska
  - Prawda i Obłuda
- panoramy, m.in.[8]:
  - Panorama Tatrzańska
  - Przejście Napoleona przez Berezynę w 1812 roku (oraz Wojciech Kossak, Julian Fałat i Michał Gorstkin-Wywiórski)
  - Panorama Ukrzyżowania Chrystusa Pana (oraz Stanisław Radziejowski i Ludwig Boller)
- portrety:
  - księcia Aleksandra Battenberga
  - księcia Ferdynanda Koburga
- szereg ilustracji w czasopismach polskich.

## Publikacje
Był także autorem książek:
- Autobiografia (1911)[15]
- Nosił wilk, ponieśli wilka (1916) – bajka[a]
- O chłopie co dyabła oszukał (1916) – bajka[a]
- Od Bałtyku do Karpat (1917) – zbiór bajek
- O sewcykowy dusycce (1917) – bajka[a]
- O takim co rozumiał jak dzwirzęta gwarzom (1917) – bajka[a]
- O wilcku (1917) – bajka[a]
- Józef Chełmoński: wspomnienie (1925) – biografia Józefa Chełmońskiego

## Galeria (wybrane obrazy)

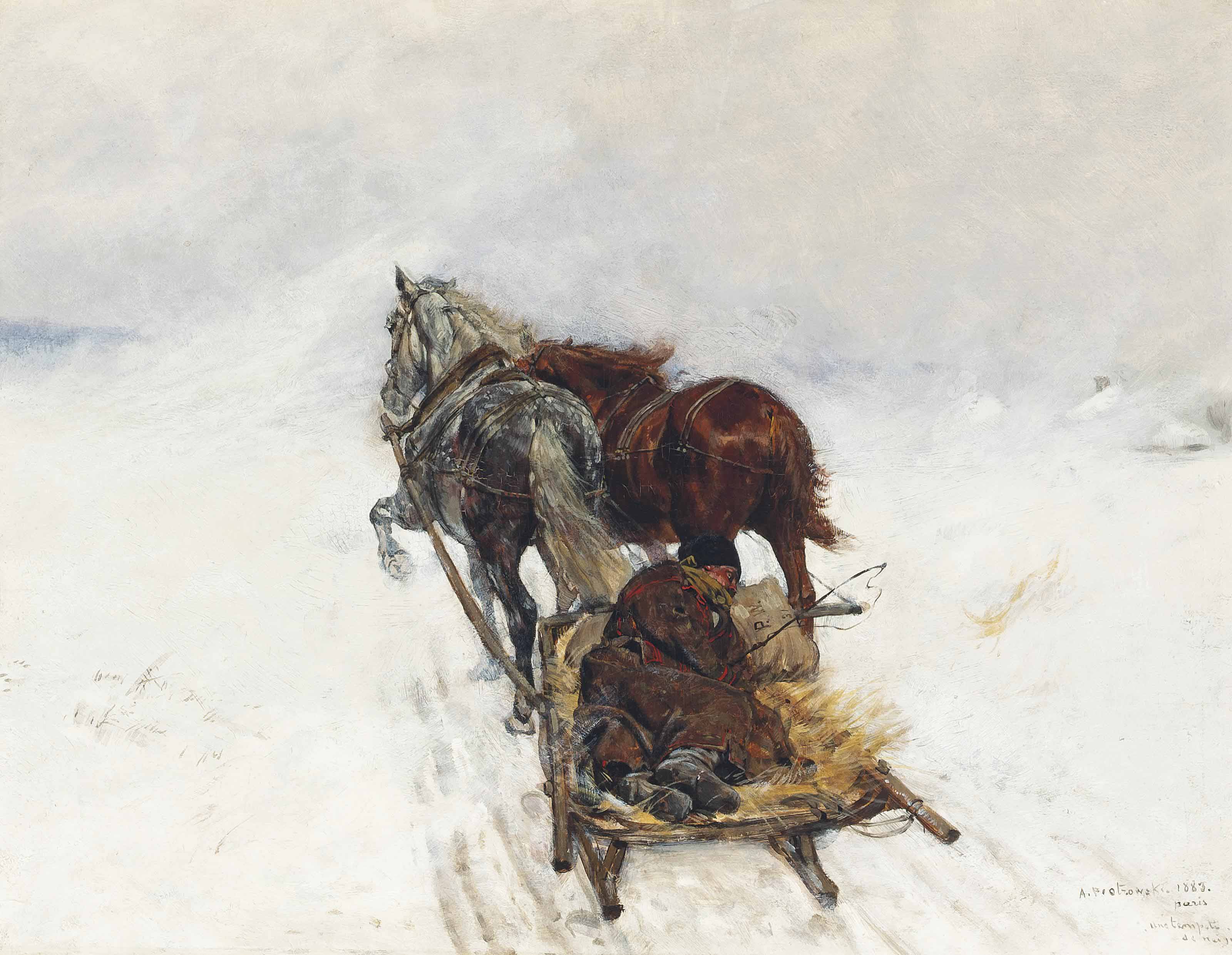
Burza śnieżna (1883)
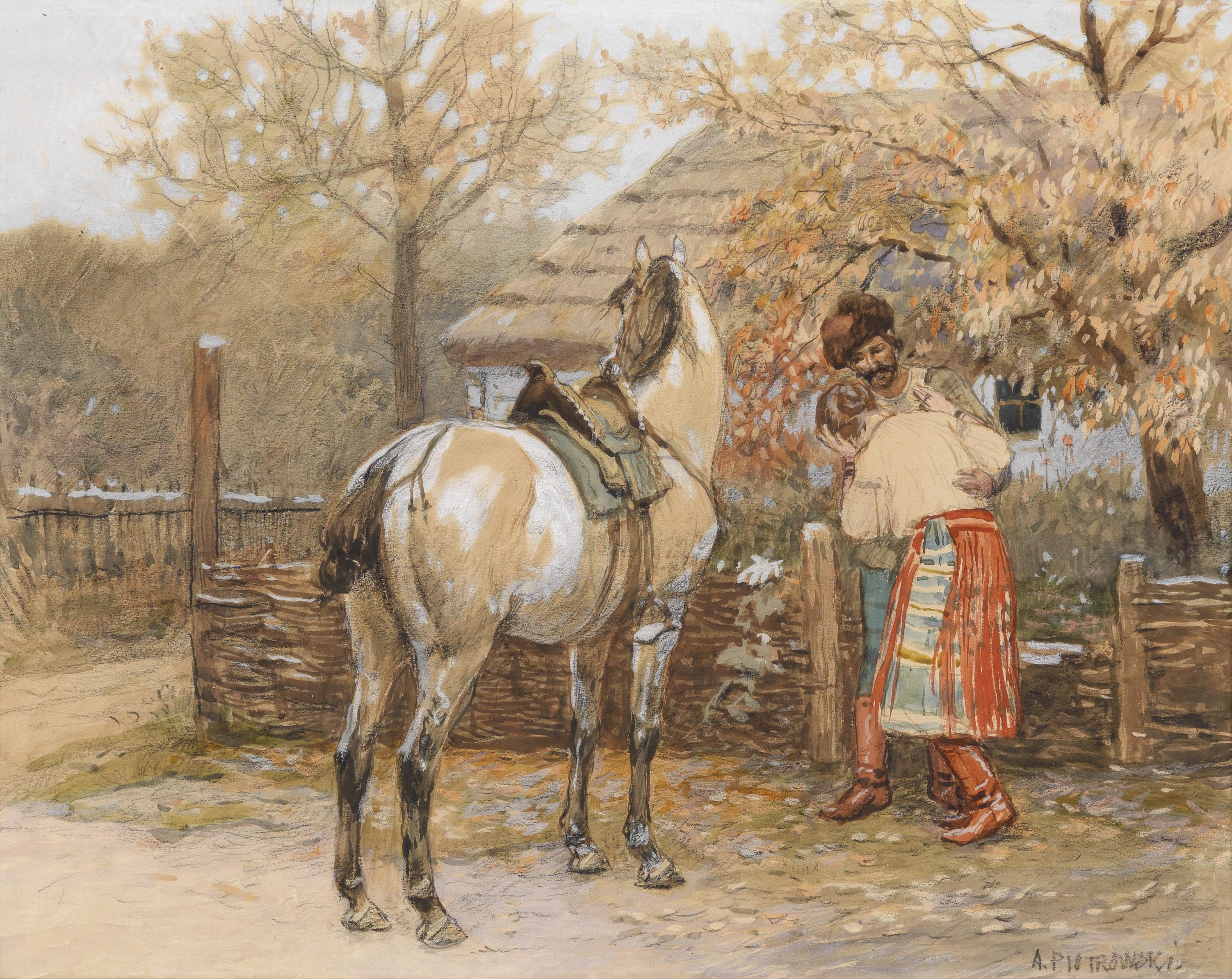
Der Abschied (1924)
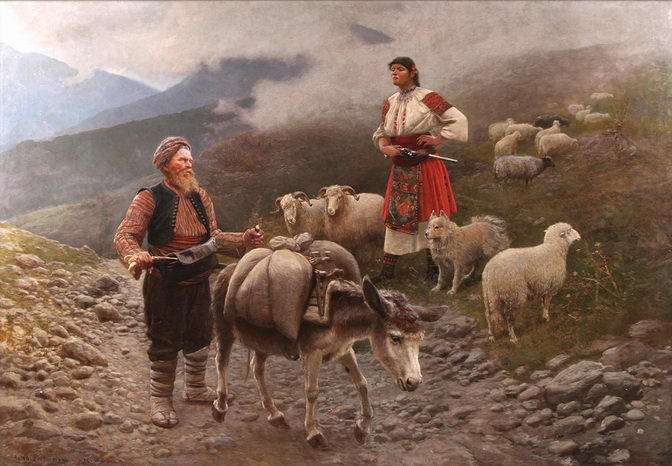
Spotkanie na przełęczy (1896)
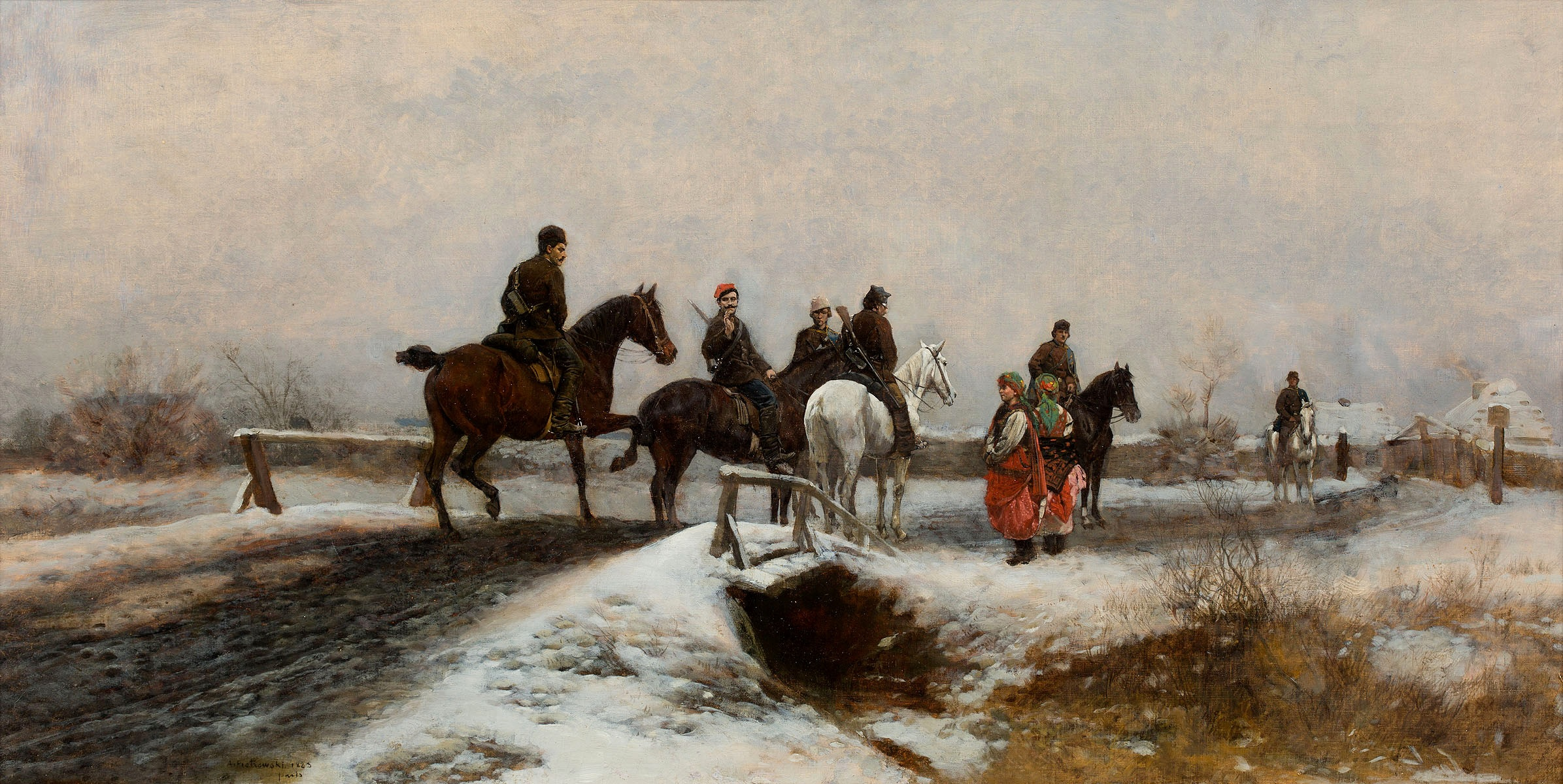
Patrol powstańczy (1883)
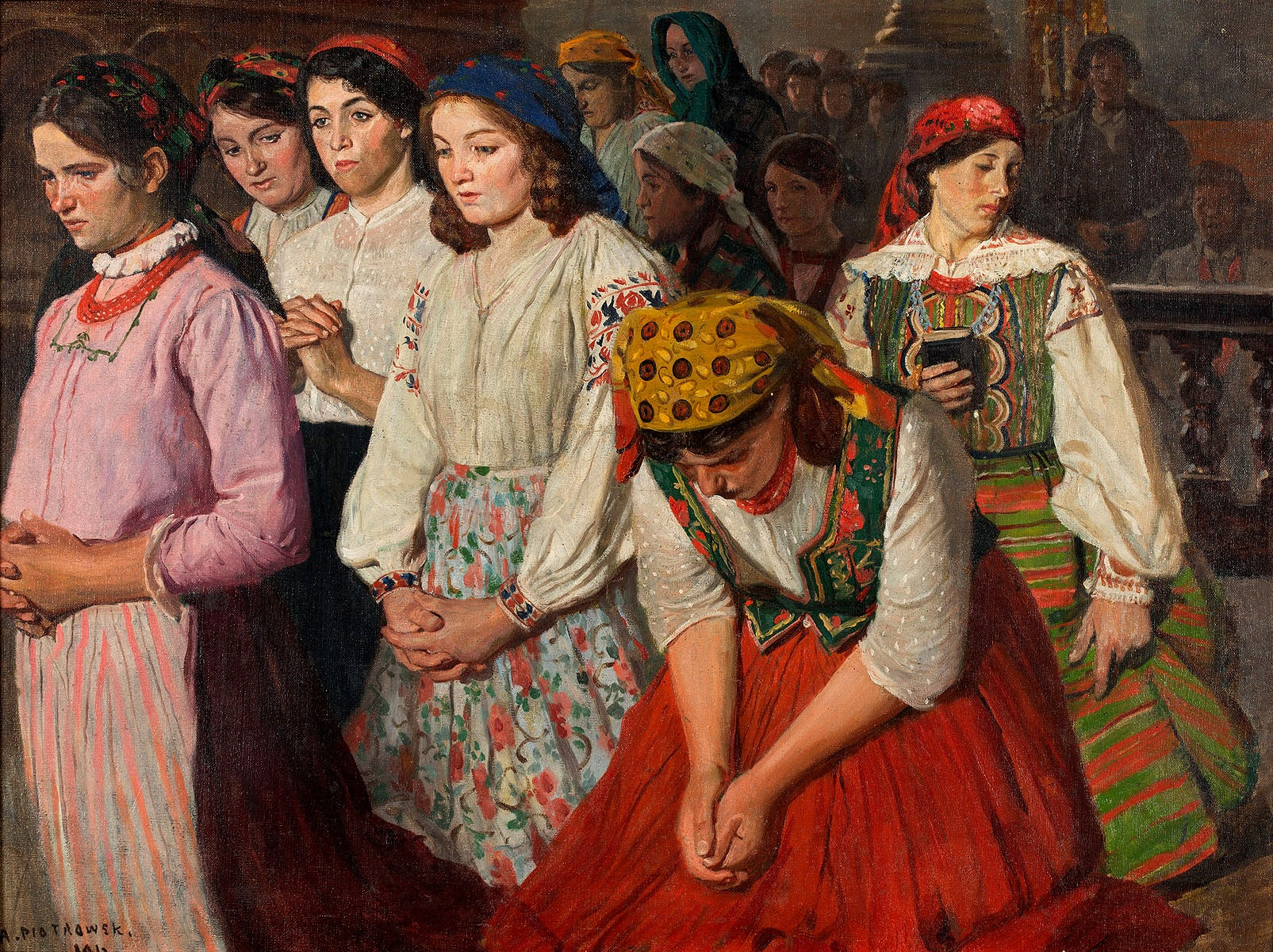
Intencja (1912)
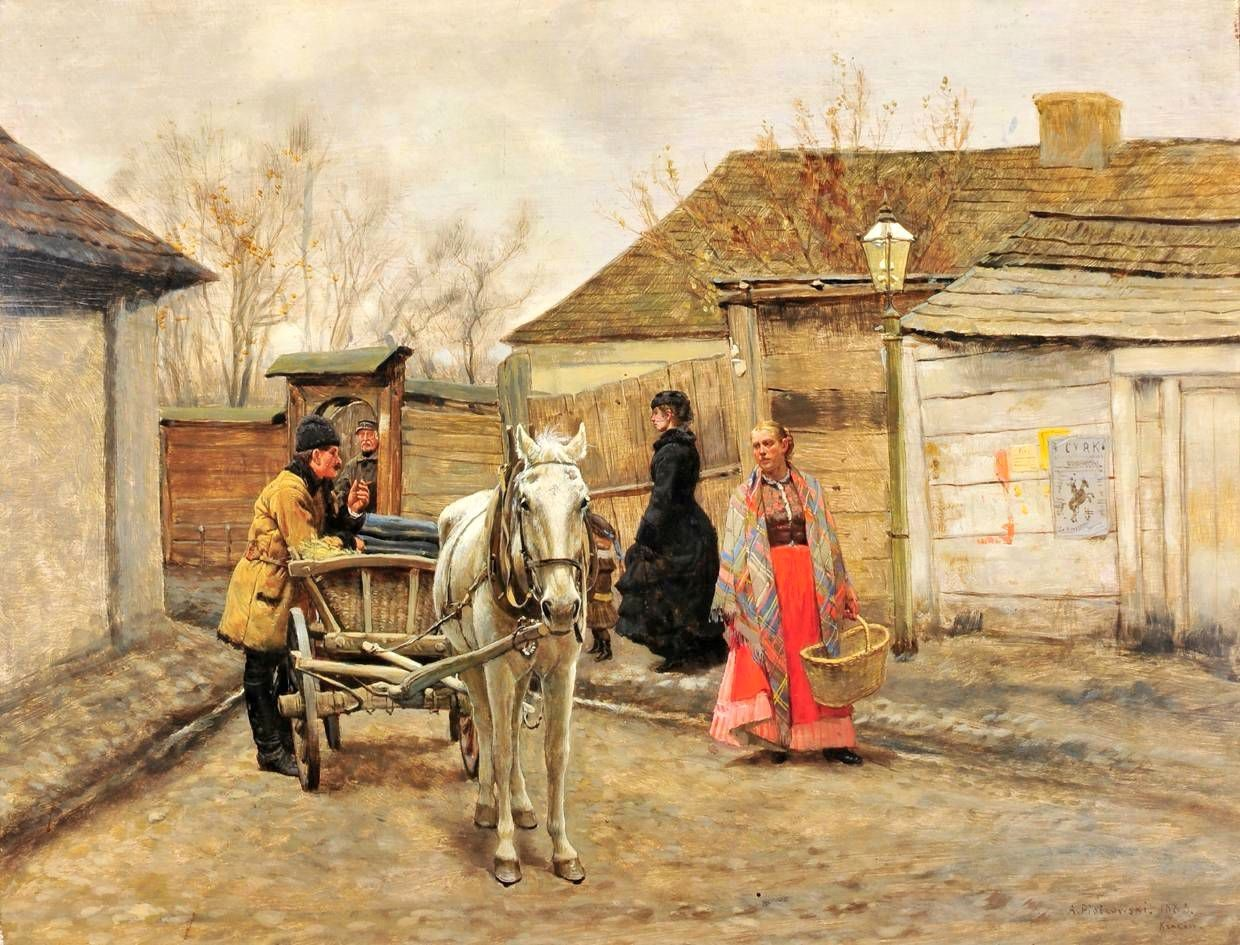
W odwiedziny do powstańców (1883)
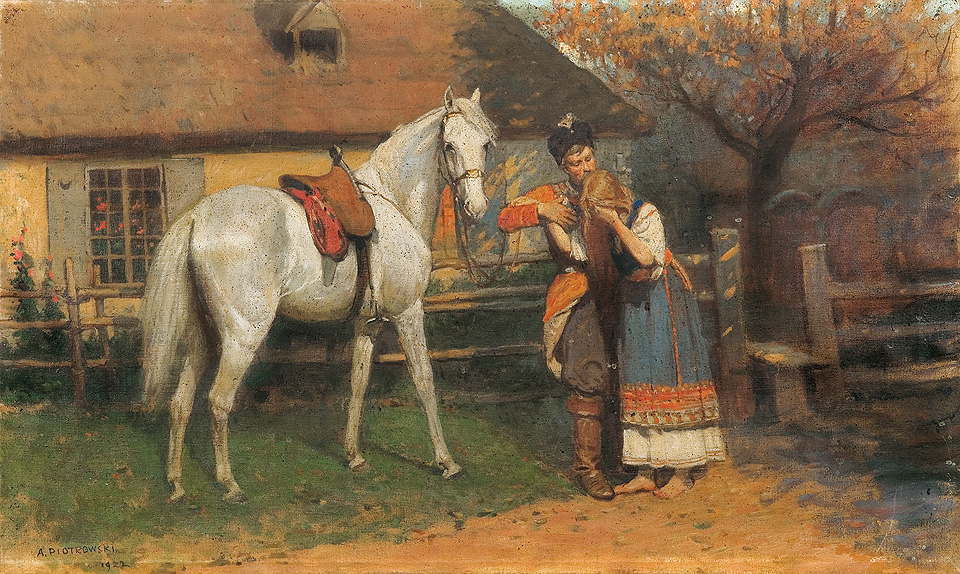
Pożegnanie (1922)
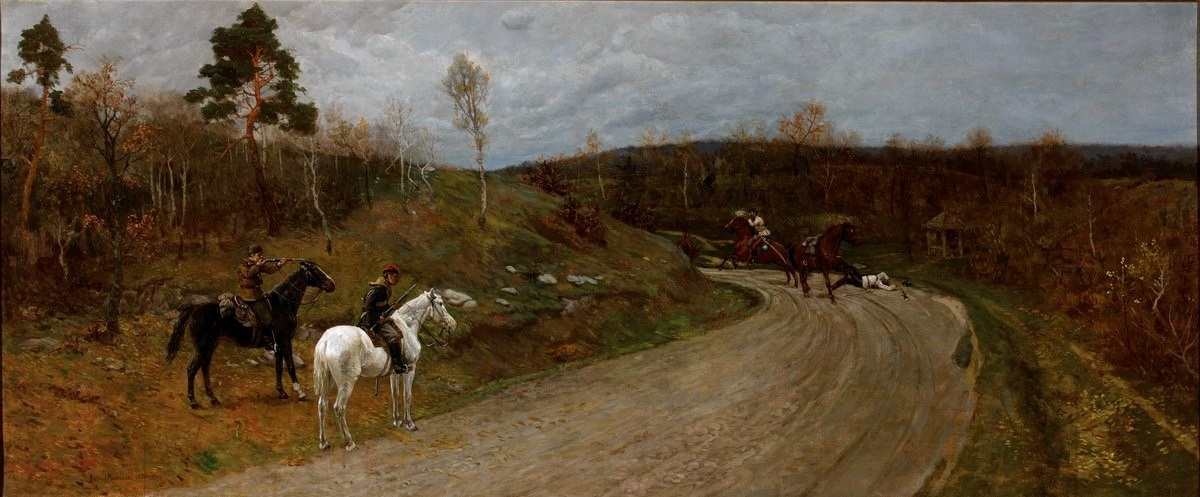
Epizod z Powstania 1863 roku (1880)
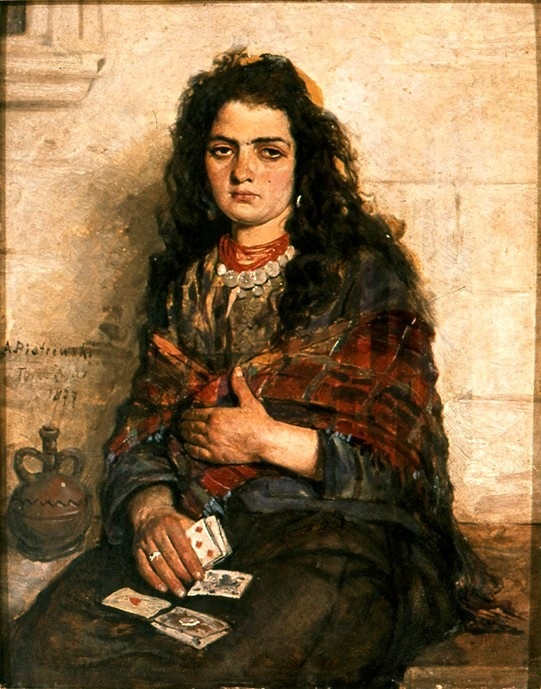
Cyganka (1877)
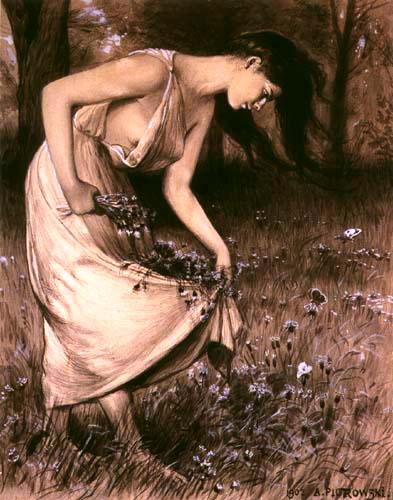
Wiosna (1902)
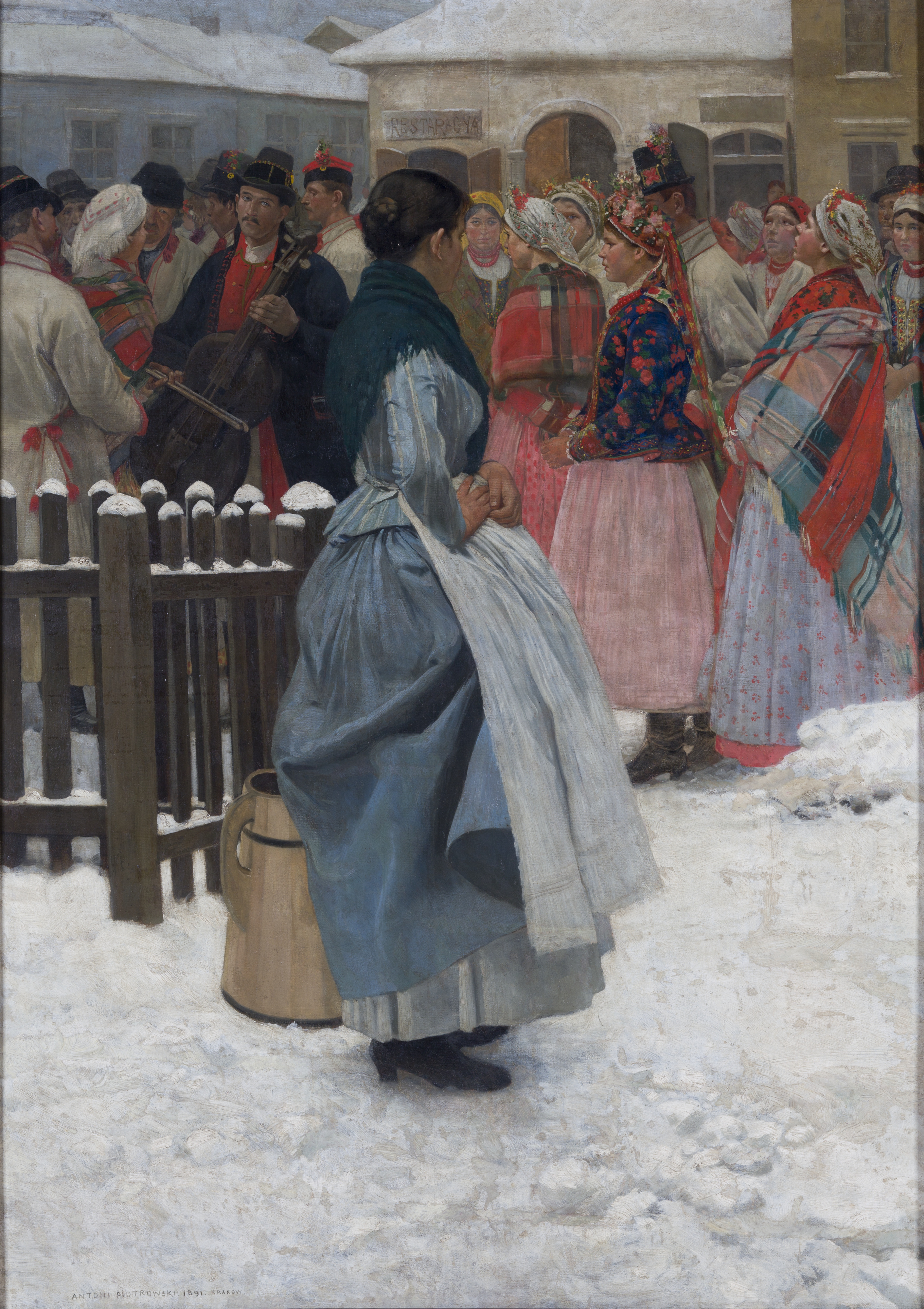
Wesele Idzie! (1891)
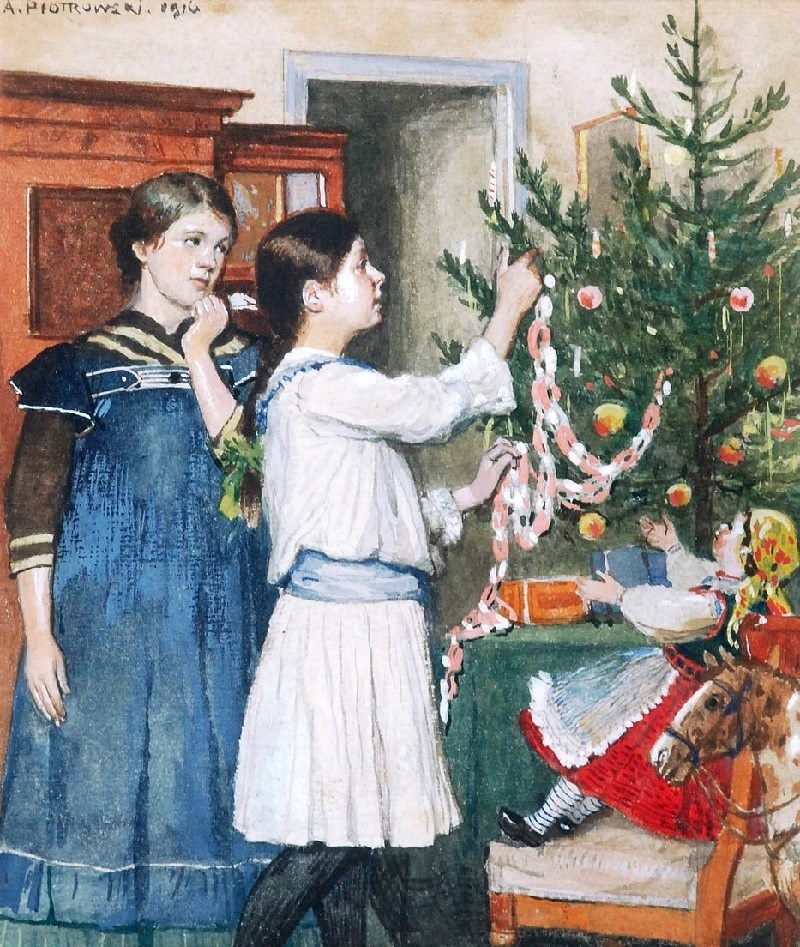
Ubieranie choinki (1916)